# Blaukinn-Smaragdkolibri
Der Blaukinn-Smaragdkolibri (Chlorestes notata), gelegentlich Blaukinnelfe, Blaukinnkolibri oder auch Grünkinnkolibri genannt, ist ein Seglervogel in der Familie der Kolibris (Trochilidae). Er kommt in den Ländern Kolumbien, Venezuela, Guyanas, Trinidad und Tobago, Brasilien, Ecuador und Peru vor. Der Bestand wird von der IUCN als nicht gefährdet (Least Concern) eingestuft. Er ist die einzige Art dieser Gattung.

## Merkmale
Der Blaukinn-Smaragdkolibri hat eine Körperlänge von etwa 8,9 Zentimetern bei einem Gewicht von ca. 3,8 Gramm. Beim Männchen sind die Oberseite sowie die Flügeldecken dunkelgrün gefärbt. Die Oberschwanzdecken sind blaugrün. Das glänzend blaue Kinn geht an der Unterseite in ein stark glitzerndes gelbgrün über. Die Unterschwanzdecken sind grün, die Flügel schwärzlich-purpurn gefärbt. Der ca. 3 Zentimeter lange Schwanz ist schwärzlich-stahlblau. Während der Oberschnabel eine schwarzbraune Färbung hat, ist der Unterschnabel fleischfarben mit einer dunklen Spitze.
Bei den Weibchen sind die Flügeldecken und Unterschwanzdecken goldgrün und die Oberschwanzdecken blaugrün. Das Kinn, die Kehle und der Bauch sind weiß, wobei die Kehle von engen grünen Flecken durchzogen ist. Die Brust und die Flanken sind goldgrün. Der Oberschnabel ist schwarzbraun, der Unterschnabel fleischfarben. Die Füße sind bei beiden Geschlechtern schwarz.

## Verhalten
Bei gutem Licht funkelt ihr Gefieder, auch wenn dieses Funkeln nicht oft zur Geltung kommt. Meist sieht man sie alleine auf freiliegenden Zweigen in den niedrigen bis mittleren Straten sitzen, die sich oft im Schatten befinden. Gelegentlich sieht man sie auf kleineren blühenden Bäumen sitzen, wo sie ihr Revier gegen andere Kolibris verteidigen. In der Trockenzeit kommt es auch vor, dass sie an größeren Bäumen, wie beispielsweise Korallenbäume (Erythrina), Nektar sammeln.

## Verbreitung und Lebensraum
Sie kommen unregelmäßig bis häufig in feuchter Sekundärvegetation, Waldrändern, Kaffeeplantagen, Buschland und Gärten vor. Als Standvogel sieht man sie selten zusammen mit Artgenossen. Normalerweise kommen sie in Höhen zwischen 700 und 1000 Metern vor. In Ecuador wurden sie auch in Höhen um 400 Meter gesichtet.

## Fortpflanzung

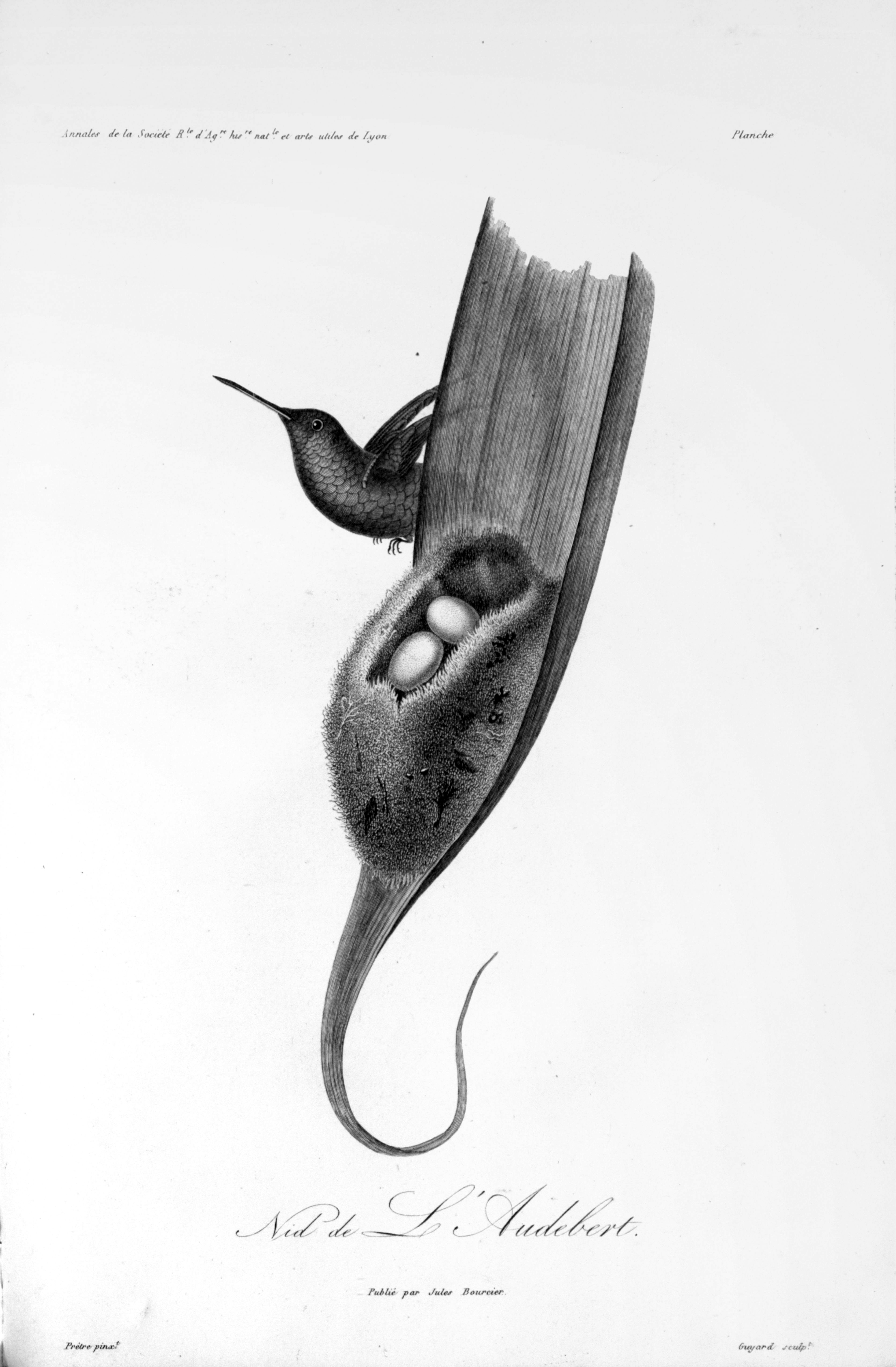
Nest des Blaukinn-Smaragdkolibris illustriert von Jean-Gabriel Prêtre (1768–1849)

In Trinidad brüten sie von Februar bis Juni. Ihr Nest, ein großer tiefer Kelch, besteht aus Pflanzen und Flechten. Diese bauen sie auf horizontalen Ästen in Höhen zwischen 2 und 5 Metern.

## Lautäußerungen
Ihr Ruf klingt wie helle und durchdringende sssuuu-sssuu-sssuuu Töne, die 3 bis 5 Mal in ca. 3 Sekunden wiederholt werden.

## Unterarten
Es sind drei Unterarten bekannt:

Verbreitungsgebiet (grün) des Blaukinn-Smaragdkolibris

- Chlorestes notata notata (Reich, GC, 1793)[5] – Die Nominatform kommt im Nordosten Kolumbiens und Venezuelas über die Guyanas in den Osten Brasiliens und auf Trinidad und Tobago vor. Aus Ecuador gibt es wenige Berichte über ein Vorkommen in der Provinz Pastaza.[3]
- Chlorestes notata puruensis (Riley, 1913)[6] – Diese Subspezies ist im Nordwesten Brasiliens, dem Südosten Kolumbiens, bis in den Nordosten Perus verbreitet. Farblich unterscheiden sie sich durch den stahlblauen Schwanz und die weiße Federhose von der Nominatform.[7]
- Chlorestes notata obsoleta Zimmer, JT, 1950[8] – Diese Unterart kommt am Unterlauf des Río Ucayali im Nordosten Perus vor. Die Unterseite ist im Unterschied zu den beiden anderen Unterarten deutlich intensiver grün mit weniger Blautönung. Der blaue Kehlfleck zeichnet sich nur schwach ab.[8]

## Etymologie und Forschungsgeschichte
Gottfried Christian Reich beschrieb den Blaukinn-Smaragdkolibri unter dem Namen Trochilus notatus. Als Fundort nannte er Cayenne. Erst im Jahr 1854 ordnete Heinrich Gottlieb Ludwig Reichenbach die Art der neuen Gattung Chlorestes zu. Dieses Wort leitet sich vom griechischen »khlōros χλωρος« für »grün« und »esthēs εσθης« für »Kleidung, Kleid« ab. Das Artepitheton »notata« stammt vom lateinischen »notatus« für »gefleckt, gekennzeichnet« ab. »Puruensis« bezieht sich auf den Rio Purus, den Ort, an dem Joseph Beal Steere das Typusexemplar am 24. März 1910 sammelte. »Obsoleta« stammt vom lateinischen »obsoletus« für »einfach, abgenutzt, ausgewaschen« ab. Gelegentlich findet man in der Literatur das Jahr 1795 als Jahr der Erstbeschreibung und Reichenbach als Erstautor. In einem Artikel aus dem Jahr 1996 erläutert Michael Walters das richtige Jahr und den korrekten Autor.